# 瑞典斯德哥尔摩圣殿

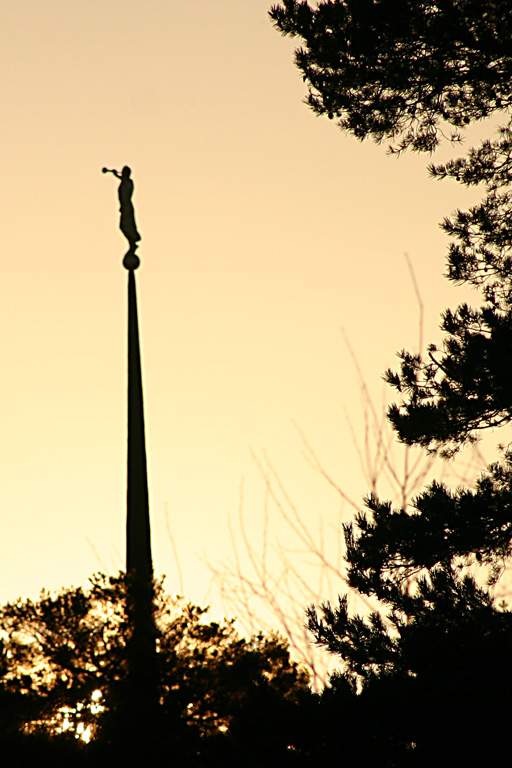
瑞典斯德哥尔摩圣殿

瑞典斯德哥尔摩圣殿是耶稣基督后期圣徒教会第34个开放的圣殿。
1981年4月，耶稣基督后期圣徒教会宣布建造瑞典斯德哥尔摩圣殿，选址在哈宁厄市的西哈宁厄（Västerhaninge），在斯德哥尔摩南侧。市政府和商人表示欢迎，所在街道也更名为圣殿路（Tempelvägen）。1985年7月2日举行奉献仪式。